# Sangiovanni (cantante)
Sangiovanni, pseudonimo di Giovanni Pietro Damian (Vicenza, 9 gennaio 2003), è un cantautore italiano.

## Biografia

### Primi anni
Nato nel 2003 a Vicenza e cresciuto a Grumolo delle Abbadesse, Giovanni Pietro Damian è il terzo ed ultimo figlio di Pierluigi Damian e Lidia Guerra. Ha frequentato il liceo Don Giuseppe Fogazzaro di Vicenza, lasciandolo al quarto anno per partecipare alla ventesima edizione di Amici di Maria De Filippi.
Si è avvicinato al mondo della musica a diciassette anni, età in cui ha iniziato a scrivere i primi brani grazie anche all'interessamento dell'amica cantante Madame. Ha scelto di utilizzare lo pseudonimo Sangiovanni, ottenuto semplicemente anteponendo "san", troncamento di santo, al suo nome di battesimo, in quanto in molti gli hanno detto che "non aveva la faccia di un santo".

### 2020-2021: Partecipazione adAmici 20eSangiovanni
Nel corso del 2020 ha pubblicato i primi tre singoli Paranoia, Non + e Guccy Bag per l'etichetta discografica Sugar Music, facendosi poi conoscere con la partecipazione alla fase iniziale della ventesima edizione del talent show Amici di Maria De Filippi alla fine dello stesso anno. Nel marzo 2021 ha ottenuto l'accesso alla fase serale del programma entrando a far parte della squadra capitanata dai professori Rudy Zerbi e Alessandra Celentano. Nel maggio dello stesso anno ha raggiunto la finale, piazzandosi secondo nella classifica generale e primo nella categoria canto. Nel corso della finale ha ricevuto diversi premi, tra cui il premio TIM della critica giornalistica, il premio delle radio per il brano Malibu e il premio SIAE.
Durante la partecipazione ad Amici ha pubblicato i singoli Lady, Tutta la notte e Hype, che insieme ai brani dell'anno precedente hanno scalato la classifica italiana. Quello di maggior successo è stato Lady, certificato quadruplo disco di platino dalla Federazione Industria Musicale Italiana. Il 14 maggio 2021 è uscito per Sugar Music il primo EP omonimo, salito direttamente in vetta alla classifica italiana degli album, con il quale in due settimane il cantante ha ottenuto il suo primo disco di platino, a cui si è aggiunto un secondo nel successivo luglio, un terzo a settembre, e un quarto nel maggio successivo per le oltre 200 000 unità di vendita totalizzate a livello nazionale. L'EP ha inoltre fatto il suo ingresso nella classifica svizzera al 34º posto. Nella settimana di uscita Sangiovanni ha ottenuto il suo primo singolo numero uno grazie al brano Malibu. Quest'ultimo è risultato il brano di maggior successo del 2021 secondo la FIMI, nonché il brano più ascoltato in Italia sia su Spotify sia su Apple Music e il video più visto dell'anno su Vevo.
Successivamente ha pubblicato i singoli Raggi gamma e Perso nel buio, quest'ultimo in collaborazione con Madame, inclusi nella riedizione digitale del suo EP. Il cantante promuoverà la sua musica attraverso il Sangio Live Tour, la sua prima tournée nazionale, con nove date fissate per maggio 2022. Ai SEAT Music Awards 2021 ha ricevuto quattro premi per i successi ottenuti nel corso dell'anno.

### 2022: Primo Sanremo eCadere volare

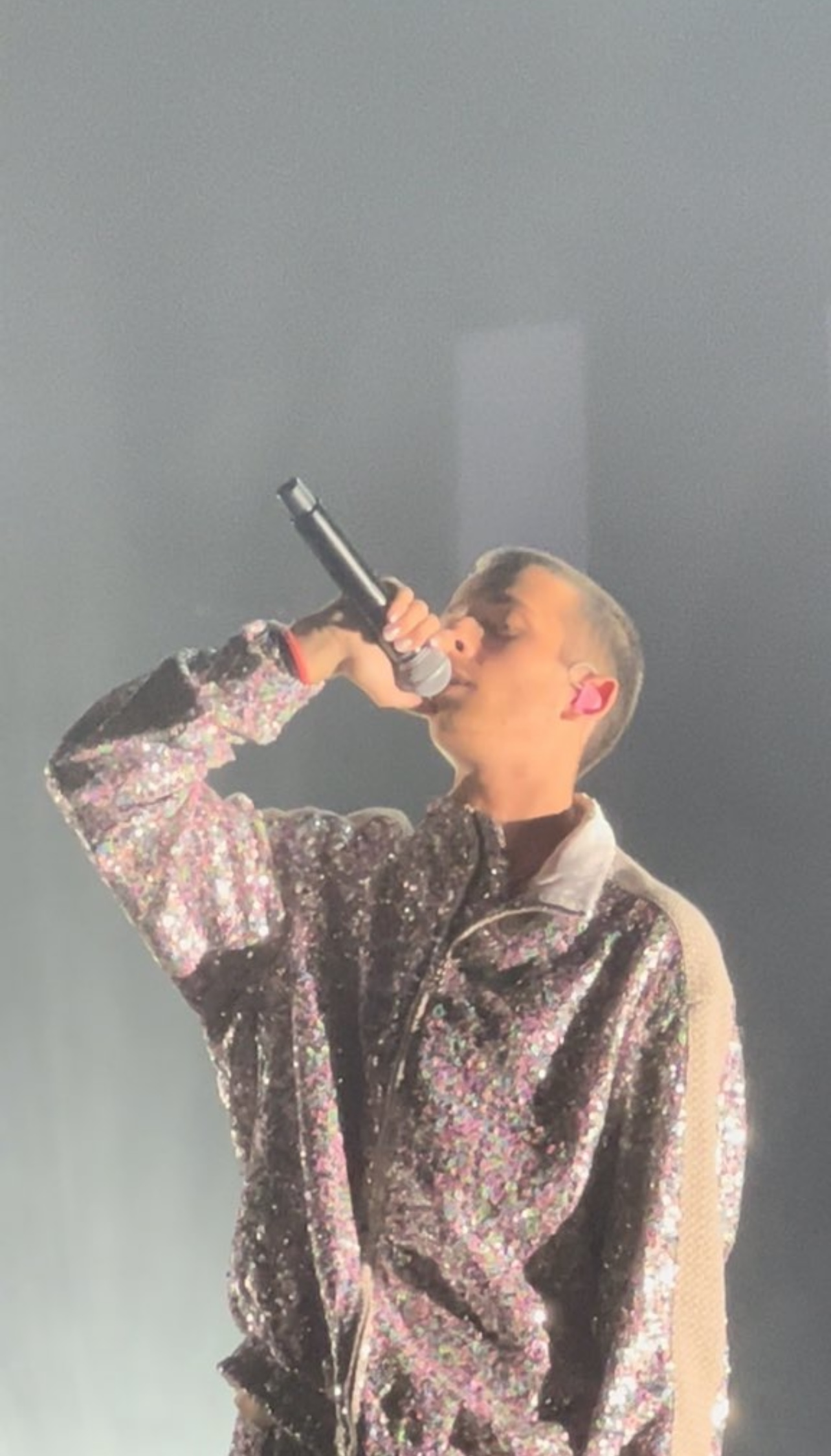
Sangiovanni in concerto nel 2022

Nel febbraio 2022 ha partecipato per la prima volta in gara 72º Festival di Sanremo con il brano Farfalle, con cui è arrivato al quinto posto nella classifica finale e di cui ha pubblicato una versione in lingua spagnola, in collaborazione con Aitana, dal titolo Mariposas. Nello stesso anno è comparso con la canzone Dance Floor nell'album del cantante della Dark Polo Gang Wayne Santana, e ha collaborato al singolo Tilt con Mecna e CoCo.
Il 25 marzo 2022 è uscito il singolo Cielo dammi la Luna, per anticipare l'uscita del suo primo album in studio, Cadere volare, pubblicato l'8 aprile. Nello stesso periodo la rivista Forbes Italia lo ha inserito tra gli under 30 italiani che avranno maggiore impatto nel futuro per la categoria musica. Nel maggio seguente è tornato ad Amici come ospite durante la fase serale della ventunesima edizione, dove ha cantato Cielo dammi la Luna e Cortocircuito; ha inoltre pubblicato il brano Scossa come unico singolo estratto dalla riedizione digitale dell'album Cadere volare e terzo in totale estratto dall'album, utilizzato nella terza stagione della serie televisiva Summertime. Il disco ha raggiunto la seconda posizione della classifica italiana e ha ottenuto un disco di platino per le 50 000 unità vendute.
Nell'estate del 2022 è stato ospite a vari eventi, tra cui l'RDS Summer Festival, il Jova Beach Party di Jovanotti, TIM Summer Hits e Battiti Live. Ai TIM Music Awards ha ricevuto due premi per i successi ottenuti nel corso dell'anno. Il 7 ottobre ha pubblicato il singolo Fluo, che successivamente presenterà alla ventiduesima edizione di Amici. Nell'autunno dello stesso anno ha intrapreso il suo primo tour nelle arene italiane, esibendosi al Palazzetto dello Sport di Roma il 19 ottobre e al Forum di Assago il 23 ottobre. Il singolo successivo, Mon amie freestyle, è uscito il 29 novembre.

### 2023-2024: Collaborazioni, secondo Sanremo e la pausa

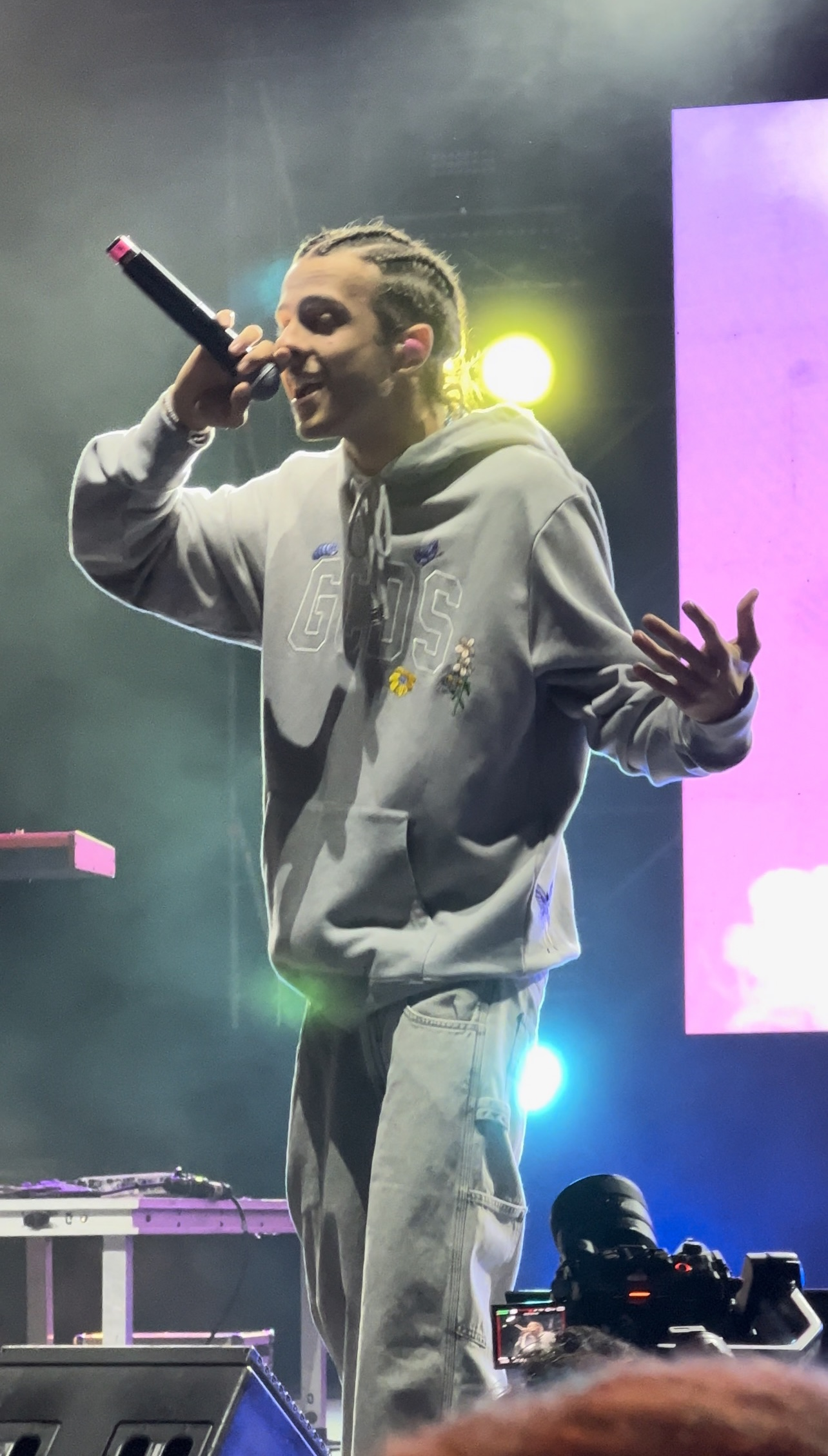
Sangiovanni in concerto nel 2023

Il 10 febbraio 2023 ha partecipato al 73º Festival di Sanremo nella quarta serata dedicata alle cover, in duetto con la cantante in gara Ariete, cantando il brano Centro di gravità permanente di Franco Battiato. Successivamente, insieme a Gianni Morandi, ha pubblicato Fatti rimandare dalla mamma a prendere il latte, eseguita durante la quarta serata del Festival di Sanremo dello stesso anno per celebrare i sessant'anni della nota canzone di Morandi del 1962. La reinterpretazione è stata inclusa nell'album di Morandi Evviva!. Nel maggio successivo ha pubblicato La fine del mondo in collaborazione con Mr. Rain, conquistando il doppio disco di platino per le 100 000 copie vendute.
Nel febbraio 2024 è tornato in gara al 74º Festival di Sanremo con il brano Finiscimi, che ha anticipato l'album Privacy, inizialmente in uscita il 1º marzo. Al termine della manifestazione, conclusa al ventinovesimo posto, Sangiovanni ha annunciato l'intenzione di prendersi una pausa per preservare la sua salute mentale, rinviando l'uscita del disco e il concerto previsto il 5 ottobre al Forum di Assago. Il brano Finiscimi, dopo aver raggiunto la ventottesima posizione della classifica FIMI, il 9 dicembre è stato certificato disco d'oro. Nel 2025 si è classificato al decimo posto tra gli artisti di maggior successo in epoca FIMI con singoli sanremesi.

### 2025-presente: Il ritorno sulla scena musicale
Il 2 aprile 2025, per celebrare il ritorno in studio, ha tenuto un concerto gratuito a Roma. Il 9 aprile ha pubblicato il suo singolo di ritorno, Luci allo xeno, seguito il 13 giugno dal singolo estivo Veramente.

## Vita privata
Da dicembre 2020 a giugno 2023 è stato legato sentimentalmente a Giulia Stabile, ballerina e vincitrice della ventesima edizione di Amici di Maria De Filippi, apparsa nel videoclip del brano Malibu.

## Discografia
- 2022 – Cadere volare

## Tournée
- 2021 – Sangiovanni Summer Tour
- 2022 – Mondo Sangio Live Tour
- 2022 – Cadere volare Live Tour
- 2022 – Sangiovanni Live

## Programmi televisivi
- Amici di Maria De Filippi 20 (Canale 5, Italia 1, 2020-2021) - concorrente

## Partecipazioni a manifestazioni canore
- Festival di Sanremo (Rai 1)
  - 2022 – 5º posto con Farfalle
  - 2024 – 29º posto con Finiscimi

## Filmografia
- Summertime – serie TV, episodio 3x07 (Netflix, 2022)
- Vita da Carlo – serie TV (Paramount+, 2023)

## Riconoscimenti
- Amici di Maria De Filippi
  - 2021 – Primo classificato della ventesima edizione nella categoria "Canto"[13]
  - 2021 – Premio TIM della Critica giornalistica[15]
  - 2021 – Premio delle Radio per Malibu[15]
  - 2021 – Premio SIAE[15]
- Forbes Italia
  - 2022 – Inserimento tra gli under 30 italiani di maggiore impatto nel futuro nella categoria "Musica"[39]
- Music Awards
  - 2021 – Premio per l'EP Sangiovanni e i singoli Malibu, Lady e Tutta la notte[31]
  - 2022 – Premio per l'album Cadere volare e il singolo Farfalle[45]